# 열충격단백질
열충격단백질(Heat-shock protein, HSP)은 세포가 열충격 등의 스트레스를 받았을 때 증가하는 단백질이다.
1. 샤페론 - 다른 단백질을 안정화시키는 단백질
2. 열충격단백질(Heat-shock protein . HSP) - 고온 시 증가하는 단백질

## 같이 보기
- 샤페론
- 샤페로닌